# Józef Twardzicki

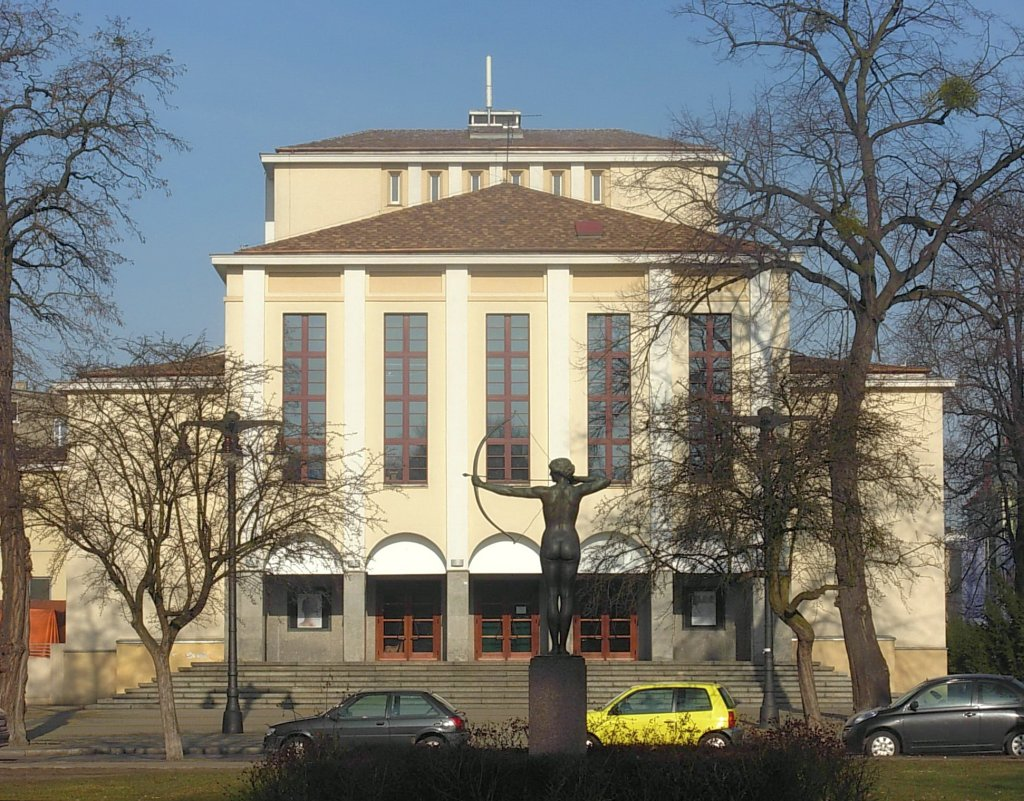
Gmach Teatru Polskiego w Bydgoszczy wzniesiony za kadencji Józefa Twardzickiego

Józef Twardzicki (ur. 15 maja 1890 w Radomiu, zm. 9 kwietnia 1972 w Krakowie) – polski ekonomista, bankowiec, prezydent Bydgoszczy (1945–1949).

## Życiorys
Urodził się 15 maja 1890 r. w Radomiu. Był synem Gustawa, prawnika i Emilii z Kozłowskich. Ukończył gimnazjum w Kazaniu w Rosji, po czym podjął studia prawnicze, przerwane po wybuchu I wojny światowej. W latach 1916–1918 służył w wojsku rosyjskim, a następnie do sierpnia 1921 r. pracował w Zarządzie Cywilnym Ziem Wschodnich w Wilnie.

### Działalność przed 1945 r.
Od lipca 1920 r. wcielony do 18 pułku Ułanów Pomorskich, uczestniczył w wojnie polsko-bolszewickiej. W latach 1921–1922 był pomocnikiem dyrektora Zrzeszenia Kooperatyw Warszawskich, a równocześnie studiował (2 lata) w warszawskiej Szkole Nauk Politycznych. Od maja 1922 do października 1924 r. pracował w warszawskim Banku Kredytowym, początkowo jako zastępca szefa wydziału, później jako prokurent oddziału tego banku w Toruniu. W latach 1924–1932 był członkiem zarządu i dyrektorem Pomorskiego Banku Rolniczego w Toruniu, a następnie do 1934 r. dyrektorem handlowym Pomorskiej Drukarni Rolniczej i pomorskiej Spółdzielni Wydawniczej w Toruniu.
Od października 1934 r. do wybuchu II wojny światowej, jako zaprzysiężony rewident ksiąg, samodzielnie prowadził biuro rewizyjne w Warszawie. Badał m.in. rachunki Elektrowni Warszawskiej i Zarządu Miejskiego Warszawy.
W okresie okupacji niemieckiej od stycznia 1940 do czerwca 1944 r. był zastępcą właściciela, a następnie kierownikiem Zakładów Chemicznych „Alwa” w Szczebrzeszynie.
Działał również w konspiracji Armii Krajowej. Brał udział w powstaniu warszawskim, a po jego upadku opuścił stolicę z ludnością cywilną i uciekł w przebraniu pielęgniarza z obozu w Pruszkowie.

### Prezydent Bydgoszczy
1 lutego 1945 r. został powołany na stanowisko Pełnomocnika Gospodarki Narodowej, a następnie na stanowisko kierownika Wydziału Przemysłowego miasta Grudziądza. 23 czerwca 1945 r. Wydział Przemysłowy Województwa Pomorskiego w Bydgoszczy mianował go tymczasowym dyrektorem naczelnym Wojewódzkiego Zjednoczenia Miejscowego Przemysłu Budowlanego na Województwo Pomorskie.
30 sierpnia 1945 r. Komisja Międzypartyjna w Bydgoszczy wysunęła Twardzickiego na stanowisko prezydenta miasta. Tego dnia Miejska Rada Narodowa w Bydgoszczy wybrała go prezydentem Bydgoszczy. Początkowo funkcję pełnił na podstawie tymczasowej nominacji. Zatwierdzenie jego wyboru przez Ministerstwo Administracji Publicznej nastąpiło dopiero w końcu maja 1947 r.
Pełniąc urząd prezydenta wykazał się jako dobry organizator i umiejętny kierownik gospodarki miejskiej. Przyczynił się do rozbudowy urządzeń komunalnych, podniesienia stanu higienicznego i estetycznego miasta. 20 maja 1947 r. stanął na czele Komitetu Budowy Teatru, który miał zastąpił pochopnie rozebrany (decyzją poprzednich władz komisarycznych Bydgoszczy) gmach Teatru Miejskiego na placu Teatralnym. Nowy Teatr Polski oddano do użytku w 1949 r.
Niewątpliwą jego zasługą było sprawne przygotowanie i przeprowadzenie w 1946 r. obchodów 600-lecia nadania Bydgoszczy praw miejskich, zwłaszcza zaś zorganizowanie w Bydgoszczy dużej Pomorskiej Wystawy Przemysłu, Rzemiosła i Handlu, która odbyła się od lipca do września 1946 r.
6 września 1949 r. zrezygnował ze stanowiska prezydenta Bydgoszczy oficjalnie „w związku ze złym stanem zdrowia”, lecz faktycznie z przyczyn politycznych. Zarzucano mu, że nie był „związany z elementami robotniczo-chłopskimi”, sprzyjał „sferom drobnomieszczańskim”, jak również że „nie przejawia większej aktywności politycznej”.

### Działalność polityczna
W okresie międzywojennym i w czasie okupacji niemieckiej stronił od polityki. W 1945 r. wstąpił do Polskiej Partii Robotniczej, po czym wybrano go członkiem Komitetu Wojewódzkiego PPR w Bydgoszczy. Od grudnia 1948 r. był członkiem PZPR. Był również członkiem wielu organizacji społecznych, m.in. Polskiego Związku Zachodniego, Towarzystwa Przyjaźni Polsko-Radzieckiej, Towarzystwa Miłośników Miasta Bydgoszczy (prezes w latach 1946–1950), Towarzystwa Przyjaciół Uniwersytetu Mikołaja Kopernika,
Bydgoskiego Towarzystwa Wioślarskiego.

### Dalsza działalność zawodowa
Po rezygnacji Twardzickiego ze stanowiska prezydenta Bydgoszczy, Ministerstwo Administracji Publicznej w Warszawie zwróciło się z pisemną prośbą do wojewody pomorskiego „o zainteresowanie się losem” byłego prezydenta miasta i „ułatwienie mu uzyskania odpowiedniego stanowiska w innym resorcie”.
15 grudnia 1949 r. przeniósł się do Krakowa, gdzie został dyrektorem Banku Komunalnego, a następnie Oddziału Wojewódzkiego PKO. Pełnił również szereg funkcji społecznych. Jego zasługą było m.in. reaktywowanie przedwojennych Dni Krakowa. Aż do śmierci w 1972 r. pełnił funkcję doradcy dyrektora naczelnego PKO.
Zmarł 9 kwietnia 1972 r. w Krakowie. Został pochowany na krakowskim cmentarzu Rakowickim (cmentarzu wojskowym przy ul. Prandoty). Odznaczony był Złotym Krzyżem Zasługi i Krzyżem Oficerskim Orderu Odrodzenia Polski.

## Rodzina
Józef Twardzicki od 1917 r. był żonaty z Bronisławą z Paców-Balczewskich. Miał córkę Kamilę (ur. 1919).

## Upamiętnienie
Nazwisko Józefa Twardzickiego jako prezydenta miasta wymieniono na tablicy pamiątkowej, którą umieszczono na ścianie budynku Ratusza w Bydgoszczy (od strony ul. Farnej) z okazji 600-lecia nadania miastu praw miejskich. Jego imię nosi jedna z głównych ulic w bydgoskiej dzielnicy Fordon.